# 単板積層材

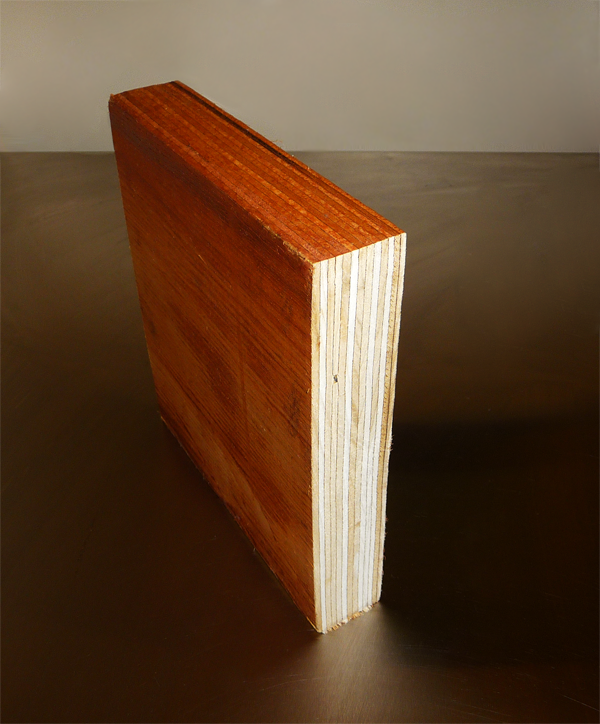
LVLの例

単板積層材（たんばんせきそうざい）は、単板を繊維方向を揃えて積層、接着した軸材料の木質材料である。単板積層材という名称は日本農林規格（JAS）での呼び名であるが、一般には英語表記『Laminated Veneer Lumber』の頭文字を取ってLVL（エルブイエル）と呼ばれることが多い。
構造用や造作用に集成材と同様に使用される。集成材も木材を接着剤で貼り合わせて製造するが、LVLでは厚さ数mm以下の薄板を、集成材では1cm以上の厚みの木材を積層する。

## 原料・製法
LVLの製法は合板と非常によく似ており、まず丸太をかつらむきの要領で薄い板（突板、Veneer）にし、乾燥、裁断したものを貼り合わせて作られる。このため合板と共通の製造施設を使って作られる場合が多い。
合板とLVLの違いは、各層の繊維の向きである。合板はその名がいうように板であり、平面的な均質性を得るため各層の繊維の向きを直交させている。これに対してLVLは、おもに柱や梁など長い棒状のものとして利用されることを前提に、長さ方向の強度を優先して作られている。幅方向の変形を防ぐために長さ方向と直交する層を挿入することもあるが、各層の繊維は基本的には長さ方向にそろえられている。製法が似ているためかつては平行合板とも呼ばれたが、「板」というよりは棒である（ただし板状の製品もある）。
材料は、針葉樹、広葉樹とも利用可能であり、間伐材なども利用可能である。

## 特性
利点と欠点は、概ね集成材と同じである。詳しくは集成材を参照